# ХАИ-1
ХАИ-1 — советский пассажирский самолёт 1930-х годов. Первый серийный самолёт разработки ХАИ под руководством И. Г. Немана. Первый серийный многоместный (6 пассажиров) пассажирский самолёт в Европе преодолевший скорость в 300 км/ч. Первый серийный советский пассажирский самолёт с убирающимися шасси. Первый серийный самолёт Завода № 43 (теперь Авиант. Построено 43 экземпляра, которые эксплуатировались в ГВФ (Аэрофлоте) с 1933 до конца 1940-х годов, в частности на линии Москва — Симферополь, Москва — Ташкент и др.. Конструктивные решения и схема послужили основой для Р-10 (ХАИ-5).

## Схема, конструкция и технические характеристики
В связи с тем, что самолет ХАИ-1 предполагалось изготавливать крупной серией, стоимость самолета была важнейшим фактором, определявшим рентабельность эксплуатации самолета на авиалиниях. Поэтому в качестве основного конструкционного материала выбрали дерево, как наиболее дешевый материал.
При проектировании самолета, для возможности существенно повысить скорость полета, конструкторы отошли от принятой в то время схемы подкосного высокоплана и приняли схему низкоплана со свободнонесущим крылом и убирающимся в полете шасси. Положение  крыла относительно фюзеляжа позволило убирать шасси в ниши, расположенные в центроплане. Это значительно снижало лобовое сопротивление и давало прирост скорости. ХАИ-1 был первым советским пассажирским самолетом с убирающимся в полете шасси.
ХАИ-1 - одномоторный свободнонесущий низкоплан цельнодеревянный конструкции с классическим оперением и убирающимся шасси. Конструкция — цельнодеревянная с оклейкой полотном на аэролаке всех без исключения поверхностей. Особое внимание уделялось отделке внешней поверхности планера - после оклейки тканью проводилась шпаклевка, покрытие лаком и полировка. Для улучшения аэродинамических характеристик в зоне скоростного потока не находилось ни одного выступающего элемента.
Фюзеляж —типа монокок овального сечения сигарообразной формы. Обшивка фюзеляжа работающая, была выклеена из шпона толщиной 0,5 мм в пять и более слоев, затем обшивка обтягивалась полотном на аэролаке и полировалась. В передней части фюзеляжа установлена моторама. Кабина пилота закрывалась, сдвигаемым назад, обтекаемым фонарем с гаргротом. Кресло пилота расположено по продольной оси самолета. Позади кабины пилота и ниже находится пассажирский салон на пять шесть кресел (в зависимости от комплектации). У каждого ряда кресел иллюминатор. Салон просторный высота 1,8 м, длина 3,3 м, ширина 1,42 м. В конце салона туалет и багажное отделение. По левому борту установлена входная дверь.
Крыло - двухлонжеронное цельнодеревянное. Состоит из центроплана и двух отъёмных консолей. Центроплан — одно целое с фюзеляжем. Каркас крыла изготавливался из сосны. Центроплан и отъемныные части крыльев имели по два коробчатых лонжерона с сосновыми  проклеенными полками и фанерными стенками. Нервюры балочного типа с облегченной фанерной стенкой. Работающая обшивка - фанера толщиной 1,5- 2 мм. Поверх фанерной обшивки полотно пропитанное аэролаком и отполированное.
Хвостовое оперение -  классическое однокилевое.  Вертикальное -  киль с рулем направления. Горизонтальное -  стабилизатор с рулем высоты. Стабилизатор свободнонесущий эллиптический в плане. Каркас киля и стабилизатора деревянные с фанерной обшивкой. Поверх обшивки оперение оклеивалось полотном с пропиткой аэролаком.
Шасси — в форме вилок с подкосами и баллонными колесами низкого давления, амортизации не было. Шасси в полете полностью убиралось в центроплан в направлении оси самолета и закрывалось щитком. Привод уборки шасси тросовой с использованием мускульной силы летчика. Трос подъема и опускания шасси наматывался на конический барабан с помощью вращения ручки, 48 оборотов при подъеме и 45 оборотов при опускании шасси.
Силовая установка - девятицилиндровый звездообразный поршневой двигатель воздушного охлаждения М-22 (Bristol Jupiter VI), мощностью 480 л.с. Двигатель устанавливался на мотораме в носовой части фюзеляжа, закрывался кольцом Тауненда и был оборудован приспособлением для скоростного наддува. Воздушный винт металлический двухлопастный диаметром 2,75 м, регулируемый на земле. Топливные баки с запасом топлива 300 литров, располагались в крыле.
Вес пустого самолёта — 1630 кг, взлетный — 2600 кг.  Максимальная скорость — до 324 км/ч, в обычном крейсерском полёте — 260 км/ч. Практическая дальность полёта — 1130 км.

## История создания
В конце 1920-х начале 1930-х годов на трассах Советского гражданского воздушного флота отсутствовали скоростные самолеты способные развивать скорость 300 км/ч. Инициативу по созданию скоростного самолета на шесть пассажиров, который мог бы развить рейсовую скорость в полтора раза большую, чем самого массового в те годы самолета К-5, проявил молодой инженер И.Г. Неман.
Работая с 1926 года в КБ К.А. Калинина Иосиф Григорьевич Неман принимал участие в создании ряда самолетов, и был главным конструктором самолета К-5.
И. Г. Неман в 1930 году возглавил кафедру конструкций самолётов ХАИ, активно пропагандируя создание новых летательных аппаратов с высокими аэродинамическими характеристиками. При поддержке директора института П. П. Красильникова он организовал при Научно-исследовательском секторе (НИС) проектирование скоростных машин. В своих конструкциях он широко применил считавшееся тогда малоперспективным дерево. Разработка ХАИ-1 стала практическим применением предложенного Неманом бригадно-коллективном принципе работы с привлечением студентов ХАИ и инженеров НИСа.
Каждая бригада слушателей одного из курсов получала четко сформулированное задание на реально разрабатываемый объект. В процессе работы все узловые вопросы обсуждались на коллективных технических совещаниях. При этом каждый член бригады имел своё персональное задание. Одна группа должна была работать над проектом, включающим современные технологии и конструктивные особенности, обозначенным как ХАИ-1, а другая должна была работать над более консервативным проектом, обозначенным как ХАИ-2. Курировал проект украинское отделение ОСОАВИАХИМ.
Результатом коллективной работы под руководством 29-летнего заведующего кафедрой, стало то что ХАИ-1 был выбран в качестве приоритета для продолжения работы. Из студентов, участвующих в проектировании, были сформированы десять групп по пять-семь человек в каждой, и они приступили к работам по детальному проектированию узлов и конструкций самолета.
Проект был готов в феврале 1932 года. С марта 1932 года работы по конструированию прототипа продолжились в КБ К.А. Калинина на Харьковском авиационном заводе, где студенты под контролем заводского персонала в течение 180 дней завершили работу.
8 октября 1932 года летчик Б. Н. Кудрин, с Неманом на борту в качестве пассажира, поднял ХАИ-1 в воздух. Машина показала хорошую устойчивость и управляемость. В дальнейших испытательных полётах выявился основной недостаток ХАИ-1 — неудовлетворительная работа механизма ручной уборки и выпуска шасси. Летчик должен был тратить много времени на вращение штурвальчика и внимательно следить за правильностью укладки тросов в канавках шкива.
17 февраля 1933 года ХАИ-1 перегнали в Москву на государственные испытания в НИИ ВВС. Он был выполнен в рекордное для пассажирских машин тех лет время — за 2 ч 54 мин.
В течение марта — июня 1933 года лётчики И. Ф. Петров и П. И. Стефановский провели весь комплекс государственных испытаний машины ХАИ-1. В своём отчёте они записали: «Необходима немедленная серийная постройка самолёта. Рекомендовать Главному управлению ГВФ самолёт ХАИ-1 как основной тип пассажирского самолета».
В 1933 году газета «Известия» под заголовком «Первое место в Европе» опубликовала рапорт самолётостроителей ХАИ Сталину. В нём говорилось, что: «…самолёт ХАИ-1 с убирающимся в полёте шасси при испытаниях дал скорость 290 км/ч. Этим самым советская авиация заняла первое место в Европе и второе — в мире».

## Серийное производство
26 марта 1933 года, по указанию П. И. Баранова, серийный выпуск самолётов ХАИ-1 поручили Харьковскому авиазаводу, но из-за занятости его работами по К-7 выпуск его был перенесён на авиационный завод № 21 имени А. С. Енукидзе в Горьком (ныне Авиастроительный завод «Сокол»). На нём осваивали цельнометаллический И-14 и выпустив установочную серию производство было решено перенести в Киев на завод занимавшийся ремонтом планёров — № 43.
На головном самолёте первой серии был изменён подъёмник шасси, что позволило уменьшить усилия при вращении рукоятки, а главное — повысить надёжность выпуска и уборки колёс. Сами колёса заменили более лёгкими тормозными с двумя боковыми амортизационными стойками. Увеличив несколько площадь руля направления, конструкторы улучшили и облегчили управление машиной. В пассажирской кабине добавили ещё два окна, их стало пять с каждой стороны салона. Мягкая фетровая обивка снизила в нём уровень шума. Была улучшена вентиляция кабины, несколько увеличен объём грузового отсека. Вес головного образца в целом удалось снизить на 125 кг по сравнению с опытным. На заводских испытаниях лётчик-испытатель Т. С. Жуков летал на этой машине со скоростью 319 км/ч.
В ноябре 1934 года лётчик-испытатель В. Г. Мареев выполнил полёт на головной серийной машине Киевского завода.
Всего было выпущено 43 машины.

## Эксплуатация

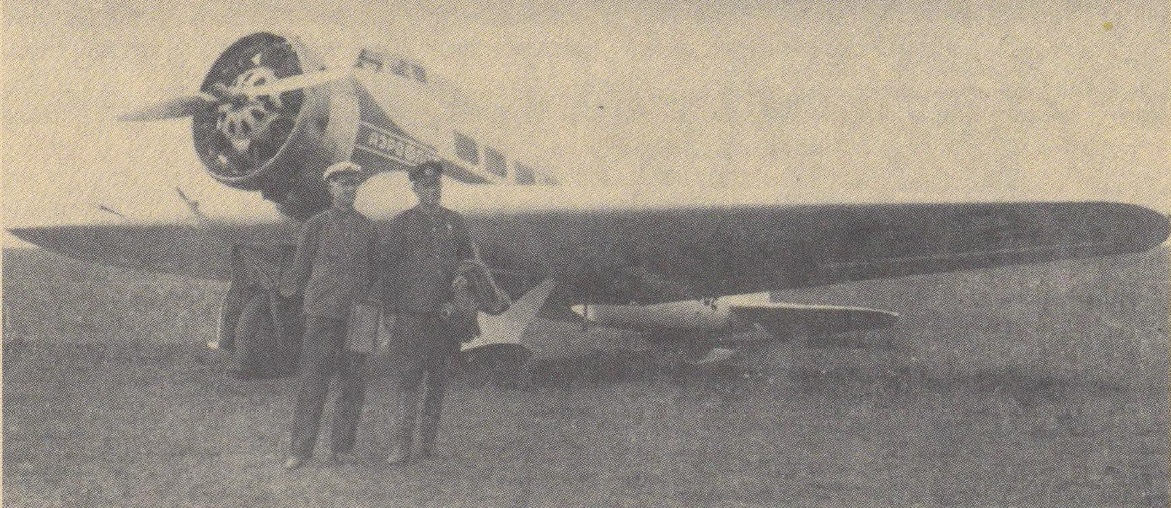
ХАИ-1 с надписью Аэрофлот на борту.

В апреле 1935 года лётчик Аэрофлота А. Григорьев рейсом Москва — Киев начал эксплуатационные испытания самолёта. Он был признан лучшим в Аэрофлоте по скорости, грузоподъёмности и экономичности. Регулярные полёты на ХАИ-1 открылись в начале 1936 года на линии Москва — Симферополь. В процессе эксплуатации выявилась слабость стоек шасси. Серийное производство было временно прекращено. После доработки из-за возросшей массы число пассажиров сократили до 5.
3 сентября 1937 года на маршруте Тамбов — Ростов — Баку — Тбилиси — Ростов — Москва экипаж С. Табаровского первый этап пути в 2375 км выполнил за 9 лётных часов со средней скоростью 264 км/ч.
7 октября 1937 ХАИ-1 стал работать на трассе Москва — Ташкент. Пилотировал самолёт Р. И. Капрелян и прошёл 3000 км за 11 ч с одной остановкой в Актюбинске. На следующий день вылет в Москву.
ХАИ-1 использовались для пассажирских и почтово-грузовых перевозок на линиях Москва — Харьков, Москва — Минводы, Ростов — Краснодар и других до конца 1940 года.

## Модификации
- ХАИ-1ВВ (ХАИ-3) — двухместный учебный бомбардировщик на 200 кг бомб вооружённый 2 пулемётами: 1 неподвижный — вперед, второй на шкворневой установке — назад. Было 2 экземпляра переделанных из пассажирских.